# Platja de Can Nera
La platja de Can Nera és una platja natural del municipi de Sant Pere Pescador (Alt Empordà), situada al golf de Roses, entre la platja de Can Martinet i la platja de Can Sopa. És una de les vuit platges en les quals es divideix el front marítim de Sant Pere Pescador. Té una longitud de 534 m i una amplada de 82 m. Disposa de servei de vigilància, salvament i socorrisme durant la temporada d’estiu. Una franja de 100 m de la platja està habilitada per a la pràctica del kitesurf, amb zona de serveis, pràctica lliure i sanitaris-bar.